# Benet Rossell i Sanuy
Benet Rossell i Sanuy   (Àger, 23 d'octubre de 1937 - Barcelona, 21 d'agost de 2016) fou un artista català. Dibuix, gravat, escriptura sígnica, performance, escultura, cinema, música, teatre i poesia s'entrellacen en la seva obra i donen lloc a una personalíssima concepció de l'obra d'art en continu procés de reinvenció. Fou un dels artistes contemporanis del país amb un corpus més complex i agosarat. Era germà del geòleg Joan Rosell i Sanuy.

## Biografia
Un cop finalitzà els seus estudis universitaris de dret (1956), ciències econòmiques (1958) i sociologia (1962), Rossell es diplomà en teatre l'any 1964 per la Université Internationale du Théâtre de París, ciutat on es va instal·lar per estudiar cinema al Comité du Film Ethnographique. Fou a París on va realitzar els primers treballs de cinematografia experimental.
Entre 1967 i 1968, Rossell va viatjar per l'Índia i el Nepal, on es va retrobar amb els artistes catalans Antoni Miralda, Jaume Xifra i Joan Rabascall, amb qui establí les bases de l'art conceptual català i elaborà muntatges cinematogràfics sobre diversos esdeveniments socials que van tenir lloc entre 1969 i 1973 (Moratòria per a la guerra del Vietnam, 1969; Memorial, 1969; La festa en blanc, 1970). Tanmateix, durant aquest període no va deixar de banda el treball de les arts plàstiques, sinó que va fer dibuixos automàtics (micrografismes), realitzats amb tinta xinesa i d'estètica oriental. Alguns crítics han anomenat aquestes obres antropogrames (Severo Sarduy) o benigrafies (Josep Miquel Garcia).

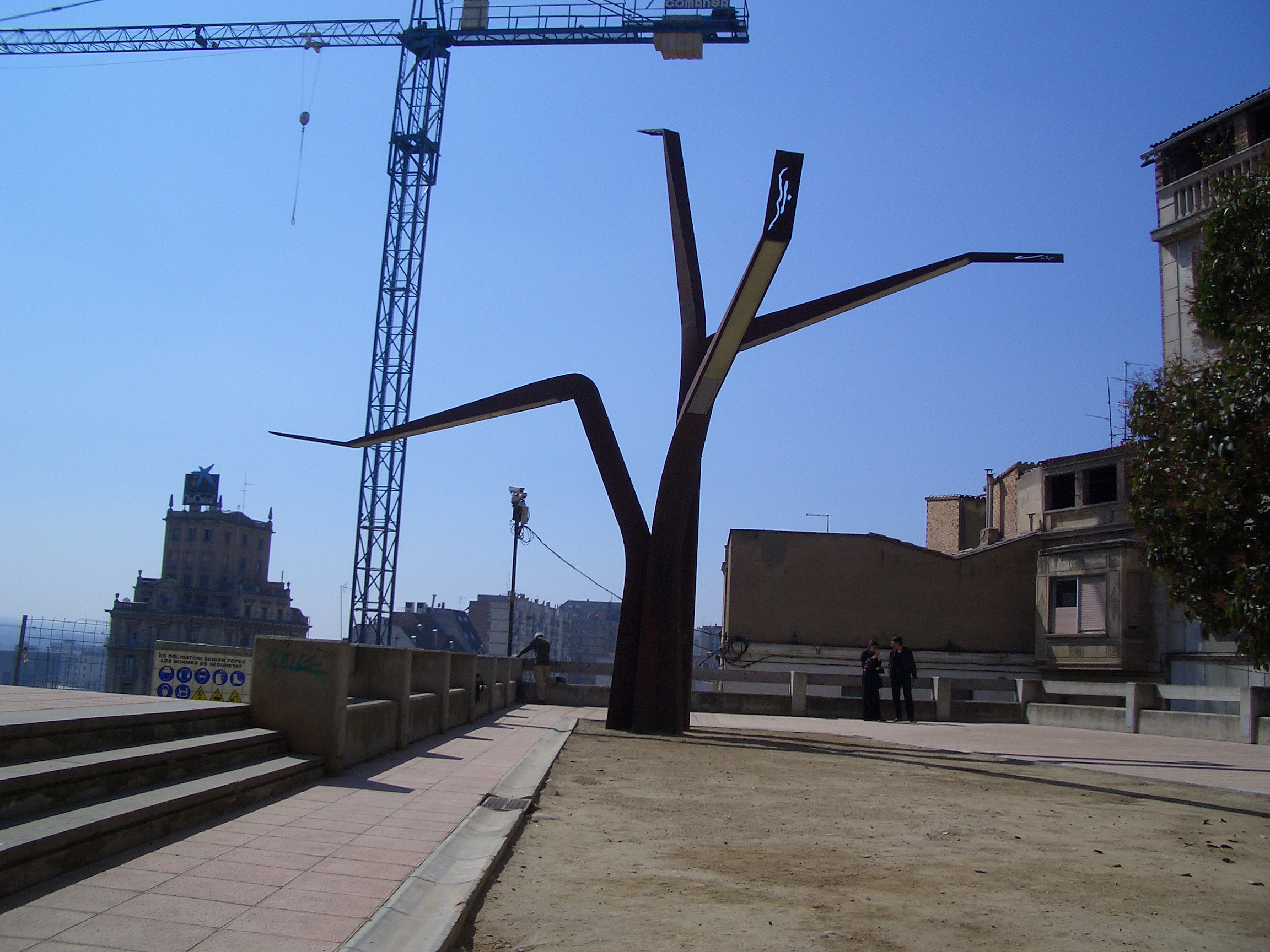
L'arbre Paer (1997)

Durant els anys 70, Rossell va intensificar la seva activitat com a cineasta (Calidoscopi, 1970; París, la Comparsita, 1972; El cor és un plaer, 1973;Biodop, 1974; Cerimonials, 1974; Atrás, etíope, 1977; Miserere, 1979). També es va interessar per la tècnica videogràfica, tot realitzant instal·lacions de vídeo i col·laboracions amb altres artistes, com Antoni Muntadas, amb qui realitzà el projecte Rambla 24 hores (1981) i Micro-Opera 2 (1984), instal·lada a l'Espai 10 de la Fundació Miró de Barcelona. A l'Espai 10 va idear una sèrie de vitrines amb dibuixos en tinta xinesa sobre pel·lícula sense emulsionar. Unes diapositives intervingudes i un vídeo que mostrava el procés de treball transmetien la idea d'una mena de microetnografia personal, en què el que s'ensenyava era una pel·lícula deslligada com a material de treball i no com a projecció final. L'obra, exposada com un arxiu per a un film
possible, es mantenia suspesa entre el cinema i el seu suport, entre el dibuix i el seu moviment temporalitzat i potencial.
Pel que fa a la seva obra plàstica, aquesta es caracteritza per la neutralitat gestual i cal·ligràfica, en una voluntat d'unir mediterranisme i orientalisme; el gest i la pintura; l'escriptura i el dibuix; l'atzar i el mètode; la concreció i l'abstracció i, en definitiva, entre el macromón propi de l'autor i el micromón mitjançant el qual ens en fa partícips. Hi ha una deliberada exhibició a la vista del micromón, però això no vol dir que Benet ho ensenyi tot. Juga amb el desconcert que provoca la simplicitat, amb la complexitat del gest més senzill, amb la burlesca del que s'amaga al darrere, als racons, a les cantonades.
Als anys 80 intercala París amb llargs períodes a Amsterdam i Nova York, on es relacionà amb moviments d'avantguarda, i s'instal·la definitivament a mitjans d'aquesta mateixa dècada a Barcelona per a seguir treballant. El 1983 recupera la seva relació amb Lleida, i el 1986 rep del Museu d'Art Jaume Morera el Premi Medalla Morera, que guardona tota la seva trajectòria artística. A la ciutat hi han tres escultures públiques de l'artista: l'Arbre Paer, instal·lat l'any 1997 a la falda del turó de la Seu Vella, l'Ametlla com balla, que es troba des de 1999 a la plaça de l'Escorxador i Una salut de ferro, als jardins de l'Hospital Arnau de Vilanova de Lleida des de 2006.
Va morir el 21 d'agost de 2016 arran de les complicacions derivades de l'Esclerosi Lateral Amiotròfica.
Les exposicions de reconeixement al seu treball i difusió de la seva obra abasten un ampli ventall de formats. Entre elles destaquen les realitzades a Lleida l'any 1987 amb motiu del lliurament del Premi Medalla Morera, Diari residual, celebrades a Barcelona i Lleida respectivament al 1996, l'exposició retrospectiva Paral·lel, al 2010 al MACBA, i la seva participació en la 30ª Bienal de São Paulo al 2012, entre d'altres. A l'octubre del 2016 s'inaugura l'exposició Mandorla a l'institut d'educació secudària de Llinars del Vallès, Institut Giola, amb la mostra de la carpeta d'artista Mandorla i el film Mandorla Ignis.

## Obra
Rossell ha desenvolupat treballs en múltiples formats, amb un llenguatge particular a força de micrografies, ideogrames i pictogrames. A partir de la paraula i l'objecte, l'artista s'endinsa a aventurar espais desconeguts i crea un sistema narratiu propi a força de formes i símbols. En la seva mostra retrospectiva més recent, realitzada al MACBA l'any 2010, Benet Rossell no seguia les pautes d'una retrospectiva cronològica a l'ús, sinó que plantejava un recorregut selectiu per la seva obra, posant especial atenció en dos dels seus llenguatges més característics: la cal·ligrafia i el cinema.
| Imatge                                                             | Dades | Dades                              | Imatge                             | Dades                 | Dades                 |
| ------------------------------------------------------------------ | --- | ---------------------------------- | ---------------------------------- | --------------------- | --------------------- |
|                                                                    | Arbre Paer | Arbre Paer                         |                                    | L'ametlla com balla   | L'ametlla com balla   |
| 1997                                                               | acer corten | 1999                               | bronze 580 x 258 x 182 cm          |                       |                       |
| Plaça del Seminari, Lleida Plaça Bores, Lleida (des del juny 2015) | Plaça del Seminari, Lleida Plaça Bores, Lleida (des del juny 2015)                                                                               | Plaça de l'Escorxador, Lleida      | Plaça de l'Escorxador, Lleida      |                       |                       |
|                                                                    | |                                    |                                    |                       |                       |
|                                                                    | Una salut de ferro | Una salut de ferro                 | [[Fitxer:\|150px]]                 | La gàbia de l'airecel | La gàbia de l'airecel |
| 2006                                                               | acer corten | 1999                               | [[Fitxer:\|150px]]                 |                       |                       |
| Hospital Universitari Arnau de Vilanova, Lleida                    | Hospital Universitari Arnau de Vilanova, Lleida                                                                                                  | Centre de Cultura Sa Nostra, Palma | Centre de Cultura Sa Nostra, Palma |                       |                       |
|                                                                    | |                                    |                                    |                       |                       |
|                                                                    | Tir al món amb mar de fons | Tir al món amb mar de fons         | [[Fitxer:\|150px]]                 |                       |                       |
| 2001                                                               | acer inoxidable i fotografies de satèl·lit de la terra sobre vinils. Projecció del DVD Mar de fons sobre pantalla d'acer inoxidable serigrafiada |                                    | [[Fitxer:\|150px]]                 |                       |                       |
| Estació de Canyelles, metro de Barcelona                           | |                                    | [[Fitxer:\|150px]]                 |                       |                       |
|                                                                    | |                                    |                                    |                       |                       |

## Exposicions

### Individuals
Algunes de les seves exposicions individuals més importants inclouen:
- Barcelona i província
  - 1968 - Institut de Difusió i Informació d'Arts Plàstiques, Club 49, Barcelona
  - 1977 - Galeria G, Barcelona
  - 1978 - 1981, 1986, 1998, Galeria Joan Prats, Barcelona
  - 1984 - Fundació Joan Miró, Barcelona
  - 1985 - Galeria Maeght, Barcelona
  - 1996 - La Virreina, Barcelona
  - 2004 - Museu-Arxiu Tomàs Balvey, Cardedeu
  - 2005 - Auditori Montcada i Reixac
  - 2010 - Paral·lel Benet Rossell, retrospectiva al Museu d'Art Contemporani de Barcelona (MACBA), Barcelona (11 de juny 2010 – 23 de gener 2011)[10]
  - 2016 - Institut Giola, Llinars del Vallès

- Lleida
  - 1996 — El Roser, Museu Jaume Morera
  - 2001 - Institut d'Estudis Ilerdencs

- París 
  - 1970 - Galerie Bazarine
  - 1977 - Galerie Shandar
  - 1983 - Galerie Breteau
  - 1991 - Galerie du Centre

- Madrid 
  - 1973 - Galería Seiquer
  - 1978 - Grupo Quince

- Karlsruhe 
  - 1983 - Prinz-Max-Palais

- Luxemburg
  - 1997, 1999, 2001 - Galerie Schweitzer

- Nova York 
  - 1985 - ”On the night”, Universitat de Nova York
  - 1990 - Anthology Film Archives

### Col·lectives
Algunes de les seves exposicions col·lectives més importants inclouen:
- 1967 - Galerie Jacqueline Ranson, París
- 1968 - Marché Expérimental d'Art, París
- 1970 - XXIV Salon de Mai, París
- 1970 - XXII Salon de la Jeune Sculpture, París
- 1971 - "Le dessin d'humour du XVième siècle à nos jours", Biblioteca Nacional de França (Bibliothèque Nationale), París
- 1971 - "Art films", Arts Laboratory, Londres
- 1971 - "Jeune cinéma espagnol, aspects du court métrage", Cinémathèque Française, París
- 1973 - "L'estampe contemporaine à la Bibliothèque Nationale", Biblioteca Nacional de França, París
- 1974 - XXV Salon de la Jeune Peinture, París
- 1979 - "Festa de la lletra", Galeries Joan Prats, Eude, Ciento i Trece, Barcelona
- 1979 - "Third international avant-garde festival", National Film Theater, Londres
- 1980 - Salon des Indépendants, París
- 1980 - "Art Script", Galerie de Seine, París
- 1980 - "Il gergo inquieto", Nuovi aspetti del cinema sperimentale europeo, Gènova
- 1981 - "Le papier du dessin", Institut Français, Estocolm
- 1983 - "Les lettres sont des choses", Espace alternatif «Créatis», París
- 1985 - "Écritures dans la peinture", Centre National des Arts Plastiques, Villa Arson, Niça
- 1985 - "Barcelona, París, New York", Palau Robert, Barcelona
- 1986 - "Pintar con papel", Círculo de Bellas Artes, Madrid
- 1989 - "Maeght 15 anys", Galeria Maeght, Barcelona
- 1991 - "Literatures Submergides", Generalitat de Catalunya, Barcelona, Reus, Lleida
- 1992 - "Constants de l'art català actual", Centre d'Arts Santa Mònica, Barcelona
- 1994 - "Ideas and attitudes, 1969-1981", Corner House, Manchester; John Hansard Gallery, University of South Hampton
- 1994 - "Fragments", Col·lecció Rafael Tous, La Virreina, Barcelona
- 1994 - "1994 Budoh No Kuni International - The 2nd Biennale Exhibition of Prints", Museu d'Art de la Prefectura de Yamanashi, Japó
- 1997 - "Col·lecció permanent", MACBA, Barcelona
- 1999 - "Fora de Camp", Metrònom, Barcelona
- 2000 - "La Fête des Artistes", Galerie Lucien Schweitzer, Luxemburg
- 2001 - "Deu artistes per al 700 Aniversari de la Universitat de Lleida", Universitat de Lleida i Universitat Pompeu Fabra de Barcelona
- 2002 - "IX Premio Nacional de Grabado", Calcografía Nacional, Madrid
- 2002 - "Art Conceptual Espanyol en la Col·lecció Rafel Tous", Tecla Sala, l'Hospitalet de Llobregat
- 2003 - "Conceptes", Metrònom, Barcelona
- 2003 - "La vaixella Imaginària", Food Cultura Museum, Barcelona
- 2005 - "Desacuerdos", MACBA, Barcelona
- 2005 - "El arte sucede", Museo Nacional Centro de Arte Reina Sofía, Madrid
- 2006 - "Espacio, tiempo, espectador. Instalaciones y nuevos medios en la Colección del IVAM", Institut Valencià d'Art Modern (IVAM), València.
- 2007 - "Barcelone, 1947-2007", Fondation Marguerite et Aimé Maeght, Sant Pau (Alps Marítims), França.
- 2008 - "El discreto encanto de la tecnologia", Museo Extremeño e Iberoamericano de Arte Contemporáneo (MEIAC), Badajoz; ZKM, Center for Art and Media, Karlsruhe, Alemania.
- 2009 - "Il·luminacions, Catalunya visionària", Centre de Cultura Contemporània de Barcelona (CCCB), Barcelona.
- 2010 - "20 anys: la col·lecció", Galeria PalmaDotze, Vilafranca del Penedès, Barcelona.
- 2011 - "Tardor art - 2010–vinil. Cantir Music", Biblioteca Pública de Lleida, Feria de Arte Contemporaneo Madrid'11.
- 2012 - "30ª Bienal de São Paulo- A iminências das poéticas", Fundação Biennal de São Paulo, Parque Ibirapuera, Pavilhão Ciccillo Matarazzo.
- 2013 - "La Revolta Poètica 1964-1982", Fundació Palau de Caldes d'Estrac i Arts Santa Mònica de Barcelona.
- 2015 - "Del segon origen. Arts a Catalunya. 1950-1977", Museu Nacional d'Art de Catalunya (MNAC), Barcelona.
- 2017 - "Connexions", Museu d'Art Jaume Morera, Lleida.

## Filmografia
- 1969: co-realitza amb Carles Andreu el curtmetratge La Seine. 16 mm., B.N., muda, 23′. Realitza el curtmetratge Holes -Forats-. 16 mm., color, muda, 3′'6′′. Realitza el curtmetratge Animation aimant -Animació iman-. 16 mm., B.N., muda, 4′39′′. Realitza el curtmetratge Portrait (I) -Retrat (I)-. 16 mm, B.N., muda, 10′.
- 1971: realitza el curtmetratge Chantier-masques. 16 mm., color, so, 3′23′′. Co-realitza amb Jaume Xifra el curtmetratge Calidoscopi. 16 mm, B.N., so, 10′.
- 1972: treballa en la decoració del llargmetratge Corazón solitario -Cor solitari- de Francesc Betriu, Madrid. Realitza el curtmetratge Pont Galata. 16 mm., B.N. muda, 24′22′′.
- 1973: corealitza amb Antoni Miralda el curtmetratge Paris La Cumparsita. 16 mm., color, so, 25′. Co-realitza amb Jean-Pierre Bérenguer el curtmetratge El corazón es un placer -El cor és un plaer-. 16 mm., B.N., so, 7′.
- 1974: director artístic del llargmetratge Furia española -Fúria espanyola- de Francesc Betriu, Barcelona. co-realitza amb Joan Rabascall el curtmetratge Biodop. 16 mm, B.N., 16′. Realitza el curtmetratge Ceremonials, film documental sobre festes i rituals organitzats per: Miralda, Rabascall, Seltz i Xifra. 16 mm, color, 26′. co-realitza amb Antoni Miralda el curtmetratge Boum! Boum! En avant la musique! -Boum! Boum! Davant la musica!-. 16 mm., color, so, 28′43′′. Editat el 2007 en vídeo digital.
- 1975: realitza el curtmetratge Avenue de l'Opera, -Avinguda de l'Opera-, 16 mm., B.N., muda, 3′11′′. Editat el 2010 en vídeo digital. Realitza el curtmetratge Pa i fang, 16 mm., B.N., sonido, 11′11′′. Editat el 2010 en vídeo digital.
- 1977: realitza el curtmetratge Atrás etíope -Enrere etíop-. 16 mm., color, so, 10′.
- 1979: escriu amb Francesc Betriu i Gustau Hernández l'argument del llargmetratge Los fieles sirvientes -Els fidels servents- de Francesc Betriu. co-realitza amb Antoni Miralda el curtmetratge Miserere. 16 mm., B.N./virado, so, 11′18′′.
- 1980: realitza el curtmetratge Portrait (II) -Retrat (II)-. 16 mm., B.N., so, 3′30′′. Realitza el curtmetratge Darling -Estimada-. 16 mm., color, so, 7′40′′.
- 1981: escriu amb Francesc Betriu i Gustau Hernández el guió de La plaça del Diamant, llargmetratge i sèrie de televisió de quatre capítols dirigida per Francesc Betriu. co-realitza amb Antoni Muntadas la videoinstal·lació Rambla 24 h. U-MATIC, B.N, so.
- 1983: escriu amb Antoni Miralda el guió de Barcelona Gran Menú, vídeo dirigit per Miralda.
- 1984: realitza el vídeo Micro-òpera 2. Vídeo ¾’’PAL, color, so, 13′. —Videoinstal·lació.
- 1985: Escriu amb Carles Andreu l'argument i guió de Despertaferro! El crit del foc (1990), llargmetratge de dibuixos animats dirigit per Jordi Amorós, Barcelona.
- 1986: realitza el vídeo Carob way -Camí garrofer-. Vídeo ¾’’ NTSC, color, so, 18′3′′.
- 1988: realitza el vídeo Pound. Vídeo ¾’’PAL i mini DV, color, so, 10′57′′.
- 1989: realitza el vídeo Lo pedrís. Color, so, 6′.
- 1990: co-realitza amb Jordi Torrent el vídeo El dau. Color, so, 8′.
- 1993: realitza el vídeo 1000 a Miró. Color, so, 16′40′′.
- 1997: realitza el vídeo Màndorla Ignis. Color, so, 20′10′′.
- 1999: escriu el guió i protagonitza el vídeo Tirant el Món, dirigit per Jaume Vidal, Centre de cultura SA NOSTRA, Palma. Color, so, 6′40′′.
- 2001: realitza el vídeo Mar de fons. Color, so, 45′. Realitza el vídeo Tir al món amb mar de fons. Color, so, 4′.
- 2003: realitza el video FoodCultureMuseum. Barcelona. Color, so, 5′20′′.
- 2005: realitza el vídeo Lo Quixon. Color, so, 4′40′′.
- 2006: realitza el vídeo Valors esperats: 2+1=<f(x)>=∫f(x)Ψ²(x)dx≈ 2+2. Vídeo digital, color, so, 55″.
- 2007: realitza el vídeo Vetlla. Vídeo digital, color, muda, 3′25′′. —Videoinstal·lació.
- 2008: realitza el vídeo Agenda 2007. Vídeo digital, color, so, 56′39′′.
- 2009: realitza el vídeo A priori. Vídeo HD, color, so, 18′19″. —Videoinstal·lació. Realitza el vídeo Frameman, -L'home fotograma-. Vídeo 3D i HD, color, so, 54″. Realitza el vídeo Nocturnal U. Vídeo digital i 3D, color, so, 4′8″.
- 2010: co-realitza amb Antoni Muntadas el vídeo Rambla 24 h, 1981-2010, U-MATIC, B.N. i color, so. —Videoinstal·lació. Realitza el vídeo Microfàcies. Vídeo 3D i HD, B.N., so, 1′49″.
- 2011: realitza el vídeo Pèndol. Vídeo HD, color, so, 1′01″.
- 2012: realitza el vídeo A ningú. Vídeo HD, color, so, 2′41″. Realitza el vídeo Gotan & tango, tango & gotan. Vídeo HD, color, so, 4′02″.
- 2013: realitza el vídeo Cada ovella al seu corral. Vídeo HD, color, so, 2′16″. Realitza el vídeo Pinacoteca. Vídeo HD, color, so, 11′06″.
- 2014: realitza el vídeo Nit sonorosa. Vídeo HD, color, so, 27′52″. Realitza el vídeo Sindikabalar. Vídeo 3D i HD, color, so, 7′52″.
- 2015: realitza el vídeo Garrotins del cava. Vídeo HD, color, so, 5′05″.
- 2016: realitza el vídeo L'hora neta. Vídeo HD, color, so, 5′09″. Realitza el vídeo A quattro mani, -A quatre mans-. Vídeo HD, color, so, 21′20″.

## Premis rebuts
- 1980: Premi Internacional de Gravat, Biennal Eivissagràfic'80, Eivissa
- 1986: Medalla Morera, Lleida
- 2001: Esment d'honor, Premi Nacional de Gravat, Calcografia Nacional, Madrid
- 2010: Premi ACCA de la Crítica d'Art 2010